# O hajném Robátkovi a jelenu Větrníkovi
O hajném Robátkovi a jelenu Větrníkovi je československý animovaný televizní seriál z roku 1978 vysílaný v rámci Večerníčku. Autorem knižní předlohy byl spisovatel Václav Čtvrtek, který byl současně autorem scénáře. Seriál nakreslili Bohumil Šašek a Ladislav Čapek, který se současně ujal režie. Kameru obstarali Eva Kargerová a Jaroslava Zimová. Hudbu složil Jaroslav Celba. Pohádky namluvil František Hanus. Bylo natočeno 13 dílů po 8 minutách.

## Obsah
V lese je hájovna, kde žije hajný Robátko a který brzy ráno vychází z hájovny, aby zkontroloval, zdali je v lese vše v pořádku. Zde se potkává s věrným přítelem jelenem Větrníkem a společně zažívají neuvěřitelné situace.

## Seznam dílů
1. Jak Robátko odešel z lesa do lesa
2. Jak medvěd Hromburác kácel a zas kácel
3. Jak pan Kotrč poslal krtky
4. Jak pan Kotrč natrhal Josefce svatební kytku
5. Jak pan Kotrč zasedl hájovnu
6. Jak to všechno viselo na posledním zeleném vlákýnku
7. Jak divoké prase Karbous napravovalo skalku
8. Jak zachránili maršálka Šuchaje
9. Jak dali vodníkovi Barborovi jméno Bonifác
10. Jak pekli buchty a nevěděli, že jsou svatební
11. Jak udělali hanbu lišce Metýnce
12. Jak se pan Kotrč vrátil od třetího moře
13. Jak se pan Kotrč odkutálel